# 久保紀子
久保 紀子（くぼ のりこ 1972年1月29日 - ）（現 濱上紀子）は、日本のフェンシング選手。右利き。種目はエペ。熊本県出身。

## 経歴
熊本県で生を受け、物心がつく前に父の故郷である鹿児島県で暮らした。小・中学校ではバレーボール、バスケットボールのレギュラー部員であった。鹿児島県立鹿児島南高等学校に入学してフェンシングを始め、1年生のうちに頭角を見せて活躍した。
高校2年の時にインターハイで団体4位となり東京女子体育大学に進学した。福岡ユニバーシアードでは個人は32位、団体で11位となり、その勢いで世界大会に出場して渾身に弧を描く剣裁きで、中国戦に勝利をおさめた。日本初の女子選手として、1996年アトランタオリンピックに出場ｓエペ個人で40位、新井祐子、田中奈々絵との団体で11位となった。新井選手、田中選手と一緒にフェンシング3人娘と呼ばれ活発でリーダー的存在であった。

## 奇跡
現役の頃は、腰を据えた姿勢と剣裁きであった。フェンシングへの思いが大きく、輝く勲章を胸にしてフェンシング界を接見した。将来を見据えて、努力を怠る事をしない選手であった。
2４歳の時、遠征の際に鹿児島市にある城山の麓にある長田地区にある病院へ疲労から入院をする事となった。「自分の理想のフェンシングとは何かを心にし、考え、理想の選手を育て世に放す」が「こころざし」だった。後継者の育成は思うように育たずいつも泣くことは控えている選手であった。今は、宮崎を基点としてフェンシングへの情熱を忘れない久保紀子である。